# زفاف إيراني
الزفاف الإيراني (الفارسية: مراسم عروسی در ایران)، ويُعرف أيضًا باسم الزفاف الفارسي، يتكوّن من تقاليد متجذّرة في الزرادشتية، وهي الديانة الأساسية قبل الفتح الإسلامي لفارس. وعلى الرغم من أن مفاهيم ونظريات الزواج قد تغيّرت بفعل التقاليد الإسلامية، فإن الطقوس والمراسم ظلّت إلى حد كبير كما كانت عليه في إيران ما قبل الإسلام. ورغم أن إيران الحديثة هي دولة متعددة الأعراق (انظر أيضًا عادات الزفاف في أذربيجان)، فإن تقاليد الزفاف الإيراني تُعتَمد من قبل معظم المجموعات العرقية في إيران [الإنجليزية]
.

## قبل الزفاف

### خواستگاري (الخطوبة التقليدية)
خواستگاري (الفارسية: خواستگاری) هي الخطوة الأولى في عملية الخطوبة التقليدية الإيرانية. في العصور ما قبل الحديثة، عندما يحين وقت زواج شاب، تبحث أسرته عن عرائس محتملات من عائلات ذات مكانة مماثلة في المجتمع. وبمجرد أن يختار الشاب أو أسرته عروسًا محتملة، تبدأ عملية الخطوبة التقليدية (خواستگاري).
في هذا الطقس، يزور ممثل أو أكثر من عائلة الرجل عائلة المرأة. قد تكون الزيارة الأولى للتعارف بين الطرفين. وفي كل زيارة، تُقدّم عائلة الرجل باقة زهور، وتقوم النساء المضيفات بتقديم الشاي والفواكه والحلويات. وكان لكل من المرأة والرجل الحق في إبداء رأيهما بشأن الرغبة في الاستمرار في اللقاءات. وعندما تتبيّن نوايا جدية من الطرفين تجاه العلاقة، تحضر عائلة الرجل حلويات وباقة زهور أكبر وتقوم رسميًا بطلب الزواج.
في إيران الحديثة، تُبادر هذه الخطوة من قبل الرجل والمرأة بقرار مشترك لبدء عملية الخطوبة. وتُعد الخطوبة اليوم مجرد إجراء شكلي لإبلاغ الوالدين بالقرار وإشراكهم في العملية.

### بله برون
بله برون (الفارسية: بله برون) أو «تبادل الوعد بالزواج»، هو الحفل الذي يُقام بعد الخطوبة الرسمية، ويُعلن فيه النية العلنية للزواج. في هذه المرحلة، يكون كل من العروس والعريس المرتقبين قد توافقا، وعادةً ما تكون عائلتاهما قد وافقتا أيضًا على الزواج وأي شروط تتعلق به. تاريخيًا، كان بله برون مناسبة يحضرها الكبار والأقارب المقربون، للتعارف بين العائلتين، ومناقشة تفاصيل الزفاف، وتأكيد الخطوبة رسميًا.
عادةً ما يُقدّم والدا العريس هدية للعروس خلال هذا الحفل. ووفقًا لتقليد زرادشتي قديم، تُقدَّم هذه الهدية من قبل عائلة العريس لإقناع العروس بقبول العرض. والهدية التقليدية هي خاتم.
أهمية "بله برون": تقوية الروابط العائلية، وتأكيد الالتزام، وبدء التحضيرات للزفاف.

### التسوق قبل يوم الزفاف
عادةً، قبل تثبيت الزواج رسميًا، يقوم العروس والعريس — إما بمفردهما أو برفقة والدتيهما — باختيار خواتم الزواج. وغالبًا ما تكون هذه الخواتم فاخرة، خاصة للنساء، اللواتي يُفضّلن عادةً تصاميم مرصّعة بالألماس. من الجوانب المهمة في الثقافة الإيرانية ما يُعرف بـ"طقم المجوهرات"، الذي تقع مسؤولية شرائه على العريس (أو عائلته)، ويُهدى للعروس عند توقيع عقد الزواج. وغالبًا ما يختار العروسان هذا الطقم في اليوم ذاته الذي يُشتريان فيه خواتم الزواج.
يتكوّن طقم المجوهرات في الثقافة الإيرانية من قطع متناسقة تُصمَّم للمناسبات الخاصة، ويتضمّن عادةً:
- عقد: قطعة زخرفية يمكن أن تختلف في النمط والحجم.
- أقراط: غالبًا ما تتطابق مع العقد، وقد تكون على شكل مسامير، أو متدلّية، أو تصاميم أكثر تعقيدًا.
- سوار: قطعة يمكن أن تكون بسيطة أو معقدة حسب الذوق الشخصي.
- خاتم: أحيانًا يُدرج ضمن الطقم، وغالبًا ما يُصمَّم ليتناسب مع بقية القطع.
- إكسسوارات أخرى: حسب العائلة والعادات الإقليمية، قد يتضمّن الطقم أيضًا بروش أو تاج.

عادةً ما تُصنَع المجوهرات من الذهب، وقد تتضمّن أحجارًا كريمة مثل الألماس أو غيره، مما يزيد من جمالها وقيمتها. ويُعتبر الطقم هدية مهمة من العريس للعروس، ترمز إلى الالتزام والاحتفال بالاتحاد.
بالإضافة إلى ذلك، هناك نفقات أخرى تقع على عاتق العريس أو عائلته قبل الزواج، مثل شراء مرآة فضية وحاملات شموع.

### حنابندان
حنابندان (الفارسية: حنابندان) هي المراسم التي تُقام قبل يوم من الزفاف في منزل العروس أو العريس، لكنها تُقام عادةً في منزل العروس وبين النساء. يُجلب الحناء الجاف من قبل عائلة العريس ويُكسر إلى قطع صغيرة في وعاء من الفضة أو النحاس من قِبل امرأة لا يزال والداها على قيد الحياة ويعيشان معًا. بعد تجهيز العروس، يُوضع حجاب مزين برقائق حمراء على رأسها، وتُقاد إلى منتصف الغرفة وسط أناشيد وأغانٍ شعبية عن الحناء.
يُجلب الحناء الذي تم عجنه مسبقًا بالماء على صينية محاطة بالشموع ويُوضع في منتصف الغرفة. في بعض المناطق، يُوضع الحناء أولًا على يدي العروس ثم يُوزع على الضيوف؛ وفي مناطق أخرى يُوزع أولًا على الضيوف، وبعد مغادرتهم يُوضع الحناء على يدي العروس. وإذا رغبت العروس، يمكن وضع الحناء على قدميها وشعرها أيضًا.
يُولى اهتمام كبير لاختيار امرأة سعيدة في زواجها لعجن وتوزيع الحناء ووضعه على يد العروس. توضع الحناء على يد العروس من قبل هذه المرأة، بينما تضع فتاة شابة الحناء على يدها الأخرى. قبل وضع الحناء، توضع نقود معدنية أو ذهب في يدي العروس. وبعد مغادرة المرأة التي وضعت الحناء، تبقى صديقة مقربة للعروس معها لتسهر معها وتستمتع حتى الصباح.

### شيريني خوران

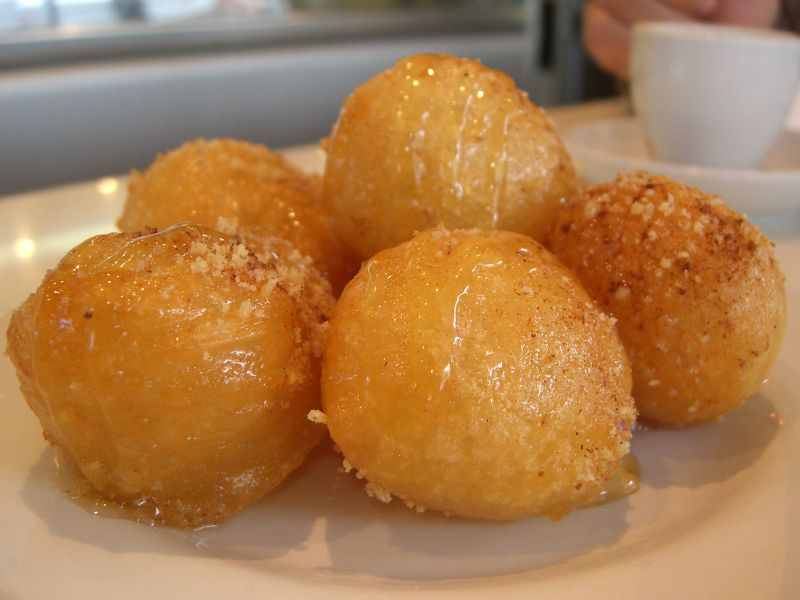
الحلوى الإيرانية باميه.

من التقليدي تناول حلوى الباميه في مراسم شيريني خوران (الفارسية: شیرینی خوران، وتعني: تناول الحلويات)، وهي تقليد يلي مراسم النامزدي (الخطوبة). خلال هذا الاحتفال، يتم تقديم الشاي والحلويات الإيرانية مثل الباميه (كرات العجين المقلية)، نان برنجي (بسكويت دقيق الأرز)، الشوكولاتة، والآجيل (مزيج من المكسرات والفواكه المجففة). يرمز تناول الحلويات في مثل هذه المناسبات الاحتفالية إلى التمنيات بحياة مليئة بالحلاوة للزوجين.

### جهازبران
مراسم جهازبران (الفارسية: جهازبران)، وتُعرف أيضًا باسم طبق بران (الفارسية: طبق بران)، تُقام قبل بضعة أيام من الزفاف، حيث تُرسل عائلة العروس هداياها إلى منزل العريس. يحمل الرجال من عائلة العريس الهدايا في أوعية مسطحة كبيرة مزينة تُوضع على رؤوسهم، وهم يرتدون أزياء احتفالية. تُعرف هذه الأوعية باسم "طبق" (الفارسية: طبق). على الرغم من أن هذا التقليد لا يزال يُمارس في القرى والبلدات الصغيرة، إلا أن وسائط نقل بديلة تُستخدم في المدن الكبرى مثل طهران لتوصيل الهدايا.

## الزفاف

### سفره عقد
تُعد "سفره عقد" (الفارسية: سفره عقد) بساطًا أرضيًا مزينًا بعناية ويضم مجموعة متنوعة من الأطعمة والديكورات، وتُعد عنصرًا أساسيًا في مراسم العقد. تشمل محتوياتها:
- الأعشاب: خشخاش (بزر الخشخاش)، أرز، سبزي خشک (حشيشة الملاك)، ملح الطعام، رازيانه (شونيز)، شاي (أوراق شاي سوداء)، كُندُر (لبان).
- الحلويات: ملبس فارسي، بقلاوة، توت (مارزيبان إيراني)، نان برنجي (بسكويت الأرز)، نان بادامي (بسكويت اللوز)، نان نخودي (بسكويت الحمص)، وتُقدَّم تقليديًا للضيوف بعد انتهاء المراسم.
- مرآة القدر ومشعلين كرمز للنور والنار. عند دخول العروس، تكون مغطاة بالحجاب، وعندما تجلس بجانب العريس، ترفع الحجاب ليكون أول ما يراه هو انعكاسها في المرآة.
- الخبز المبارك: خبز خاص مكتوب عليه بالخط.
- "نان وپنير وسبزي": خبز وجبن الفيتا وأعشاب خضراء ترمز إلى الطعام الأساسي اللازم للحياة. تُقدَّم للضيوف بعد المراسم.
- رموز الخصوبة: بيض مزين، لوز، جوز، بندق.
- الفواكه السماوية: رمان، عنب، تفاح.
- نقود معدنية: وعاء من الذهب أو الفضة يرمز إلى الثراء والرخاء.
- النصوص المقدسة: أبستاق، القرآن، الكتاب المقدس، التوراة. وتضيف بعض العائلات ديوانًا شعريًا مثل ديوان التبريزي لجلال الدين الرومي، دیوان حافظ لحافظ الشيرازي، أو الشاهنامه لـ أبو القاسم الفردوسي‌.
- سجادة الصلاة: سجادة صلاة (جاي نماز) أو قطعة ترمه إيرانية تُوضع في وسط السفره كتذكير بأهمية الصلاة. وتضم مكعب طيني صغير مكتوب عليه أدعية (مُهر) ومسبحة (تسبيح). وقد تُحذف هذه المجموعة في الأسر غير المسلمة.

يُمسك بوشاح أو شال مصنوع من الحرير أو قماش فاخر فوق رؤوس العروسين الجالسين أمام السفره من قبل قريبات غير متزوجات (وصيفات الشرف). تُفرك قطعتا سكر صلبتان فوق رؤوس العروسين من قِبل قريبة سعيدة في زواجها (أو وصيفة الشرف) لتتساقط حبات السكر على القماش، وليس على رأسيهما، رمزًا للحلاوة في حياتهما الزوجية.

## بعد الزفاف

### پاتختي
تقليديًا، ترتدي العروس في پاتختي (الفارسية: پاتختی) الكثير من الزينة الزهرية، وتتكفل عائلة العريس بتزيين المنزل بالزهور. يشبه هذا الحدث حفلة ما قبل الزواج (Bridal Shower). يُحضِر أقارب العروس والعريس الهدايا للعروسين. يكون الحفل غير رسمي عادةً مع تقديم مقبلات وحلويات ومشروبات، وتقضى معظم الليلة في الرقص والتواصل الاجتماعي.

### پاگشا
پاگشا (الفارسية: پاگشا) وتعني حرفيًا "فتح الرجل"، وهي إشارة إلى القبول والانفتاح. تُقام في منازل أقارب الزوجين. وفي إيران، حيث العائلات كبيرة، وتكثر الدعوات، تكون هذه المناسبة مليئة بالحماسة وقد تُرهق العائلتين لكثرة الدعوات المتتالية التي تُقام بعد الزفاف بأسابيع.

### مادرزن سلام
مادرزن سلام (الفارسية: مادرزن سلام)، أي "سلام الحماة"، هو تقليد يُقام في صباح اليوم التالي لحفل الزفاف، حيث يزور العريس حماته ويُقدِّم لها هدية.

### ماه عسل
ماه عسل (الفارسية: ماه عسل) هو إجازة يقضيها الزوجان حديثا الزواج معًا. المحافظات الشمالية في إيران مثل مازندران (محافظة)، غلستان (محافظة) ومحافظة جيلان تُعد وجهات شهيرة لقضاء شهر العسل. وفي السنوات الأخيرة، أصبحت مدن ساحل الفيروز مثل أنطاليا وعلانية وجهات مفضلة للأزواج الإيرانيين الجدد بسبب العلاقات التركية الإيرانية.

## روابط خارجية
- Sofreh Aghd
- Persian Wedding Ceremony
- ما يمكن توقعه عند حضور زفاف فارسي